# 107. oklepni konjeniški polk (ZDA)
Za druge 107. polke glejte 107. polk.
107. oklepni konjeniški polk (angleško 107th Armored Cavalry Regiment) je oklepni konjeniški polk Kopenske vojske Združenih držav Amerike.